# Publi Mummi Sisenna

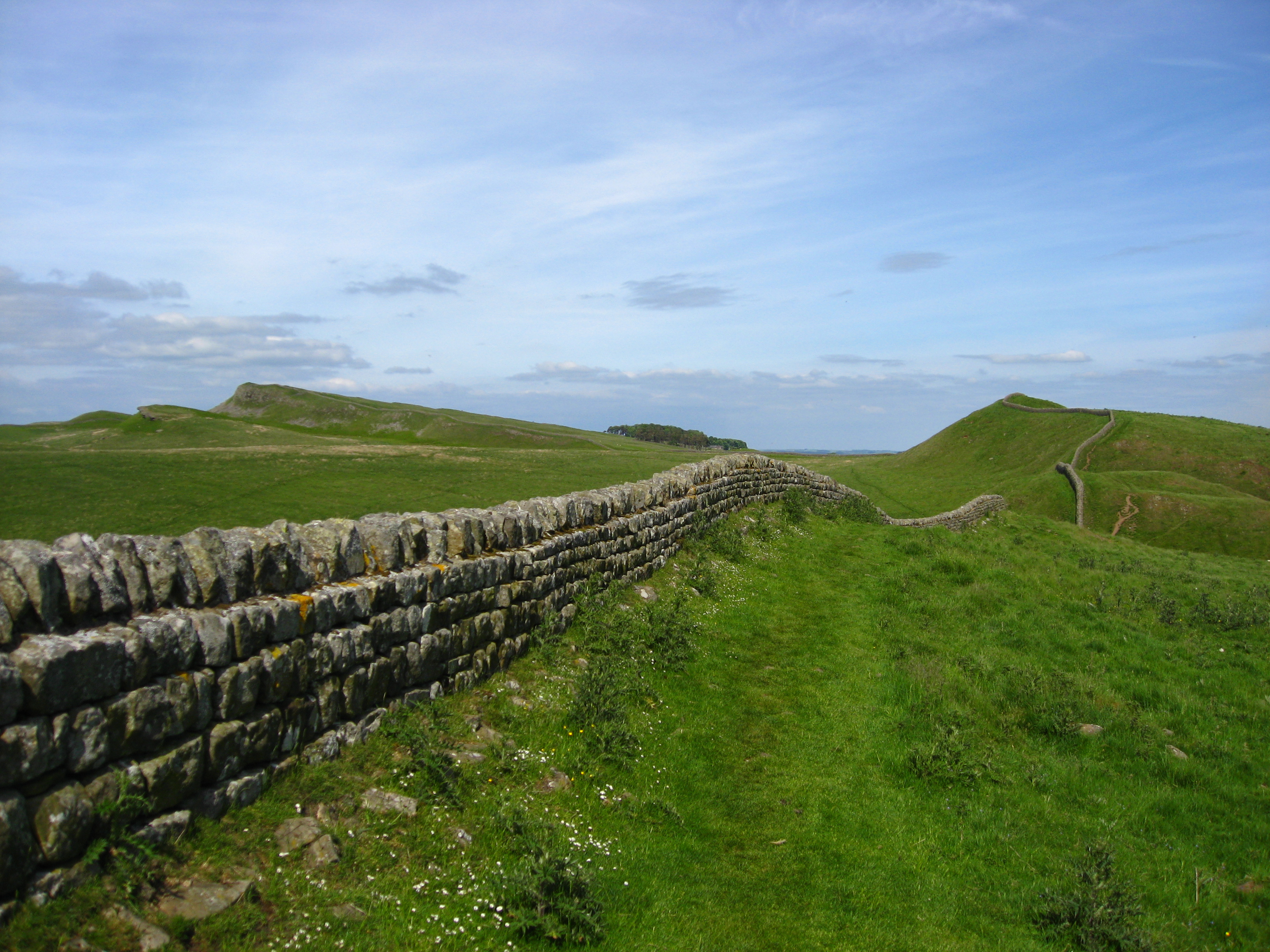
Mur d'Hadrià

Publi Mummi Sisenna (llatí: Publius Mummius Sisenna) va ser un polític romà del segle ii.
L'any 133 va ser nomenat cònsol a Roma, sota l'emperador Hadrià. Malgrat que no tenia experiència militar ni administrativa, aquell mateix any va ser escollit per Hadrià com a nou governador de Britànnia, quan el governador que hi havia, Sext Juli Sever, va ser enviat amb urgència a Judea per sufocar la Revolta de Bar Kokhebà.
El fet d'escollir a algú sense experiència per substituir a una figura tan important com Juli Sever indica que l'Imperi estava és una situació d'emergència. De totes maneres, quan Sisenna va ser enviat a Britànnia ja tenia cinquanta anys i era considerat un home de gran experiència, qualitat molt valorada entre els romans. El seu període al càrrec de la província va ser pacífic i és probable que acabés la construcció del Mur d'Hadrià.